# غابة أعشاب البحر

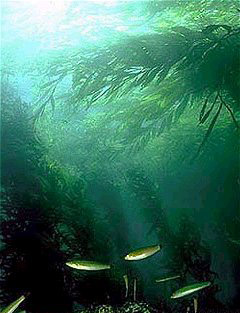
غابة عشب البحر

غابات عشب البحر هي مناطق تحت الماء ذات كثافة عالية من طحالب عشب البحر. وتعتبر غابات عشب البحر أحد أكثر الأنظمة البيئية ديناميكية وإنتاجية على وجه الأرض. تتواجد غابات أعشاب البحر في المناطق المحيطية المعتدلة والقطبية القريبة من الشواطئ، وفي عام 2007 اكتشفت غابة عشب البحر في مياه استوائية قرب الإكوادور.
غابات عشب البحر تتكون غالباً من الطحالب كما انها تشكل بيئة فريدة ثلاثية الأبعاد للكائنات البحرية كما ومصدرا لفهم العديد من العمليات الإيكولوجية، خلال القرن الماضي تم التركيز على دراسة هذا النوع المميز من البيئات البحرية وقد تم التركيز على نظام الطبقات الغذائية ضمن النظام البيئي الواحد وتأثيرها على غيرها من الأنظمة البيئية. فعلى سبيل المثال تم دراسة كيفية تأثير غابات عشب البحر على الأنماط الأوقيانوغرافية الساحلية وكيف أنها توفر العديد من خدمات النظم البيئية للبشرية.
مع هذا فإن الإنسان ساهم بشكل كبير في تدهور غابات العشب البحري، ومما يثير القلق بصفة خاصة هو تأثير الإفراط في صيد الأسماك القريبة من النظم البيئية وما قد يؤديه من تغير كثافة وانتقال الكائنات الآكلة للأعشاب من بيئاتها الطبيعية إلى بيئات أخرى مما قد يؤدي إلى الإفراط في استهلاكها لنبات عشب البحر وغيرها من الطحالب. مما قد يؤدي في النهاية إلى تدمير غابات عشب البحر وبالتالي تدمير البيئة التي توفرها للعديد من المخلوقات البحرية التي لا تستطيع العيش في بيئة بحرية قاحلة. عمل محميات بحرية هي إحدى الإجراءات التي يمكن إتخاذها في سبيل حماية هذا النوع الفريد من النظم البيئية حيث أنها تقلل من عمليات الإفراط في صيد الأسماك كما انها تشكل حاجزاً يحميها من تأثيرات الإجهاد البيئي الأخرى.